# Замърсяване на водите
Замърсяване на водите е налице както във водни басейни (езера, реки, океани, водоносни хоризонти или подпочвени води) се внасят или образуват физически, химически или биологични вещества, или протичат процеси, които водят до надвишаването на определени контролни показатели за качеството на водите или имат вредно въздействие върху човешкото здраве, водните екосистеми или околната среда.
Основен причинител на замърсяването на водите е човешката дейност, например:
- изхвърлянето във водата на твърди и радиоактивни отпадъци, на нефт и нефтопродукти във водните басейни,
- изпускане на отпадъчни (комунално-битови, индустриални и животновъдни) води, съдържащи значителни количества органични или неорганични вещества или по-висока температура.
- замърсяване на почвите и водоносните хоризонти, и други.[1]

Природни бедствия и феномени като вулканични изригвания, цъфтеж на водата (еутрофикация), бури и земетресения също могат да предизвикат сериозни промени в качеството на водата и екологичния ѝ статут.